# Matías Segovia
Pour l’article homonyme, voir Segovia (homonymie).
Matías Segovia, né le 4 janvier 2003 à Caaguazú au Paraguay, est un footballeur paraguayen qui joue au poste d'ailier droit au RWDM Brussels.

## Biographie

### En club
Né à Caaguazú au Paraguay, Matías Segovia est formé par le Club Guaraní. Il joue son premier match en professionnel à l'âge de seize ans, le 1er décembre 2019, lors d'une rencontre de championnat face au Club Sol de América. Il entre en jeu et son équipe s'incline par un but à zéro.
Segovia inscrit son premier but en professionnel le 7 mars 2022, à l'occasion d'une rencontre de championnat face au 12 de Octubre. Titulaire ce jour-là, il participe à la victoire de son équipe par trois buts à un,.
Le 4 avril 2023, Matías Segovia rejoint le Brésil afin de s'engager en faveur du Botafogo FR. Il signe un contrat courant jusqu'en décembre 2026. 
Segovia joue son premier match pour Botafogo le 15 avril 2021, lors de la première journée de la saison 2023 du Brasileirão, contre le São Paulo FC. Il entre en jeu et son équipe s'impose par deux buts à un. Impressionnant par son habileté technique et ses dribbles, il est très vite adopté par les supporters du club, qui le surnomment "Segovinha" et inventent une chanson à son nom.

### En sélection
Matías Segovia est retenu avec l'équipe du Paraguay des moins de 17 ans afin de participer à la coupe du monde des moins de 17 ans en 2019. Lors de cette compétition organisée au Brésil il joue quatre matchs et marque un but. Son équipe se hisse jusqu'en quart de finale où elle est battue par les Pays-Bas (4-1 score final).